# 杜香果科
杜香果科共有3属12种，都生长在南美洲的安第斯山区一带。
本科植物为小灌木，单叶或复叶对生，无托叶；花的花瓣5数；果实为蒴果。
1981年的克朗奎斯特分类法将其列在牻牛儿苗科中，1998年根据基因亲缘关系分类的APG 分类法认为应该单独分出一个科，但仍然列在牻牛儿苗目中。